# Schaakfestival Groningen
Schaakfestival Groningen is een schaaktoernooi dat sinds 1963 jaarlijks in de kerstperiode in Groningen wordt gespeeld. Speeldagen van het 9-rondige toernooi zijn 21 t/m 30 december met een rustdag op eerste kerstdag. Deelname is (afhankelijk van de KNSB-rating) mogelijk in de grootmeestergroep, de A-groep en de B-groep. Daarnaast zijn er (op KNSB-rating ingedeelde) groepen die vanaf tweede kerstdag een 5-rondig toernooi spelen en is er (op basis van invitatie) vaak een extra wedstrijd voor grootmeesters zoals een invitatiegroep of een tweekamp.

## Geschiedenis

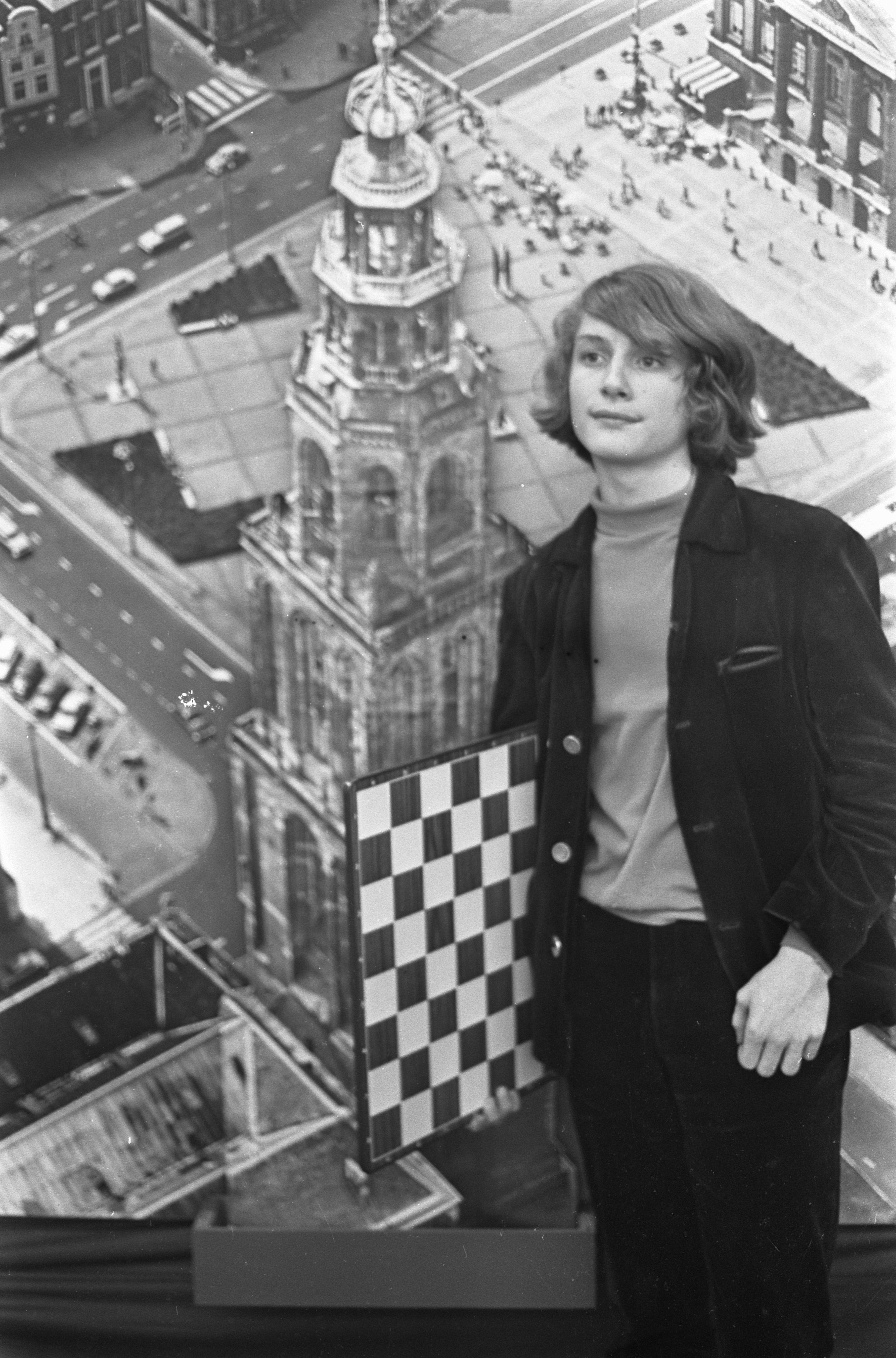
Jan Timman in Groningen (1967)

Het Schaakfestival Groningen wordt sinds 1963 onder verschillende benamingen gehouden. Van Niemeijertoernooi werd het eerst Gasunietoernooi, daarna Koop Tjuchemtoernooi en (van 2003 tot en met 2006) het Harmonietoernooi. Internationaal staat het toernooi bekend als Groningen Chess Festival. Het Schaakfestival past in een Groningse schaaktraditie, waarin het historische Stauntontoernooi uit 1946 een eerste hoogtepunt vormde, met Botwinnik als winnaar, voor andere grootheden als Euwe, Smyslov en Najdorf.

## Uitslagen hoogste groep en tweekampen

### Hoogste groep
| 2022    | Pranav Anand                 |
| 2019    | Liam Vrolijk                 |
| 2018    | Ottomar Ladva                |
| 2017    | Benjamin Bok                 |
| 2016    | Bai Jinshi & Sergej Tiviakov |
| 2015    | Jorden van Foreest           |
| 2014    | Alexander Donchenko          |
| 2013    | Zaven Andriasian             |
| 2012    | Zaven Andriasian             |
| 2011    | Alexander Kovchan            |
| 2010    | Dejan Bojkov                 |
| 2009    | Illja Nyzjnyk                |
| 2008    | Merab Gagunashvili           |
| 2007    | Dimitrios Mastrovasilis      |
| 2006    | Sipke Ernst                  |
| 2005    | Sipke Ernst                  |
| 2004    | Joeri Koezoebov              |
| 2003    | Friso Nijboer                |
| 2002    | Friso Nijboer                |
| 2001    | Sipke Ernst                  |
| 2000    |                              |
| 1996    | Nigel Short                  |
| 1995    | Anatoli Karpov               |
| 1976-77 | Mark Diesen                  |
| 1968    | Anatoli Karpov               |
| 1963    | Coen Zuidema                 |

In 2004 eindigden vier spelers bovenaan met 6 uit 9. Van hen werd Kuzubov tot toernooiwinnaar verklaard op basis van onderling resultaat en Sonneborn-Berger punten.
In 2005 won Sipke Ernst de invitatiegroep met 6½ uit 9.
In 2006 won Sipke Ernst de invitatiegroep met 7 uit 9.
In 2007 won Dimitrios Mastrovasilis met 6½ uit 9. (Evenveel punten als de nummers 2 tot en met 5, Sipke Ernst, Stelios Halkias, Ahmed Adly en Davit Lobzhanidze).
In 2008 speelden Jan Smeets en Jan Werle een tweekamp die Jan Smeets met 2½ - 1½ won.
In 2009 speelden Jan Timman en Robin van Kampen een tweekamp die Jan Timman met 2½ - 1½ won. Het open toernooi werd gewonnen door de 13-jarige Illja Nyzjnyk voor onder andere de 15-jarige Nederlandse kampioen Anish Giri.
In 2010 werd een open toernooi volgens het Zwitsers systeem gespeeld. Zes spelers eindigden bovenaan met 6½ punt uit 9 partijen. Winnaar op weerstandspunten werd Dejan Bojkov voor achtereenvolgens Illja Nyzjnyk, Mark Bluvshtein, Daan Brandenburg, Sipke Ernst en Robin van Kampen.
Het open toernooi van 2011 werd gewonnen door Alexander Kovchan en Robert Hess, beide met 7 punten uit 9 partijen. Kovchan had een hogere Sonneborn-Berger-score (40 vs. 38,5).
Zaven Andriasian won het toernooi in 2012. Alexander Kovchan en Sipke Ernst scoorden ook 7 punten uit 9 partijen, maar hadden een lagere SB-score. John van der Wiel won de tweekamp met Jorden van Foreest.
In 2017 won Benjamin Bok met een score van 7 uit 9 partijen. Bok eindigde met evenveel punten als de Israëlische grootmeester Evgeny Postny, maar had meer weerstandspunten. Dennis de Vreugt won de tweekamp met Eelke de Boer.
De editie van 2018 werd gewonnen door de Estse Grootmeester Ottomar Ladva, die Internationaal Meester Liam Vrolijk op weerstandspunten voorbleef. Ook in 2018 vond een match tussen ervaring en talent plaats, in deze University Challenge zegevierde Grootmeester Ivan Sokolov met 2½ - 1½ over Grootmeester Lucas van Foreest.
Bij de editie van 2019 eindigden Liam Vrolijk, Shant Sargsyan en Hagen Poetsch met 7 punten. Op weerstandspunten werd Vrolijk eerste, Sargsyan tweede en Poetsch derde.

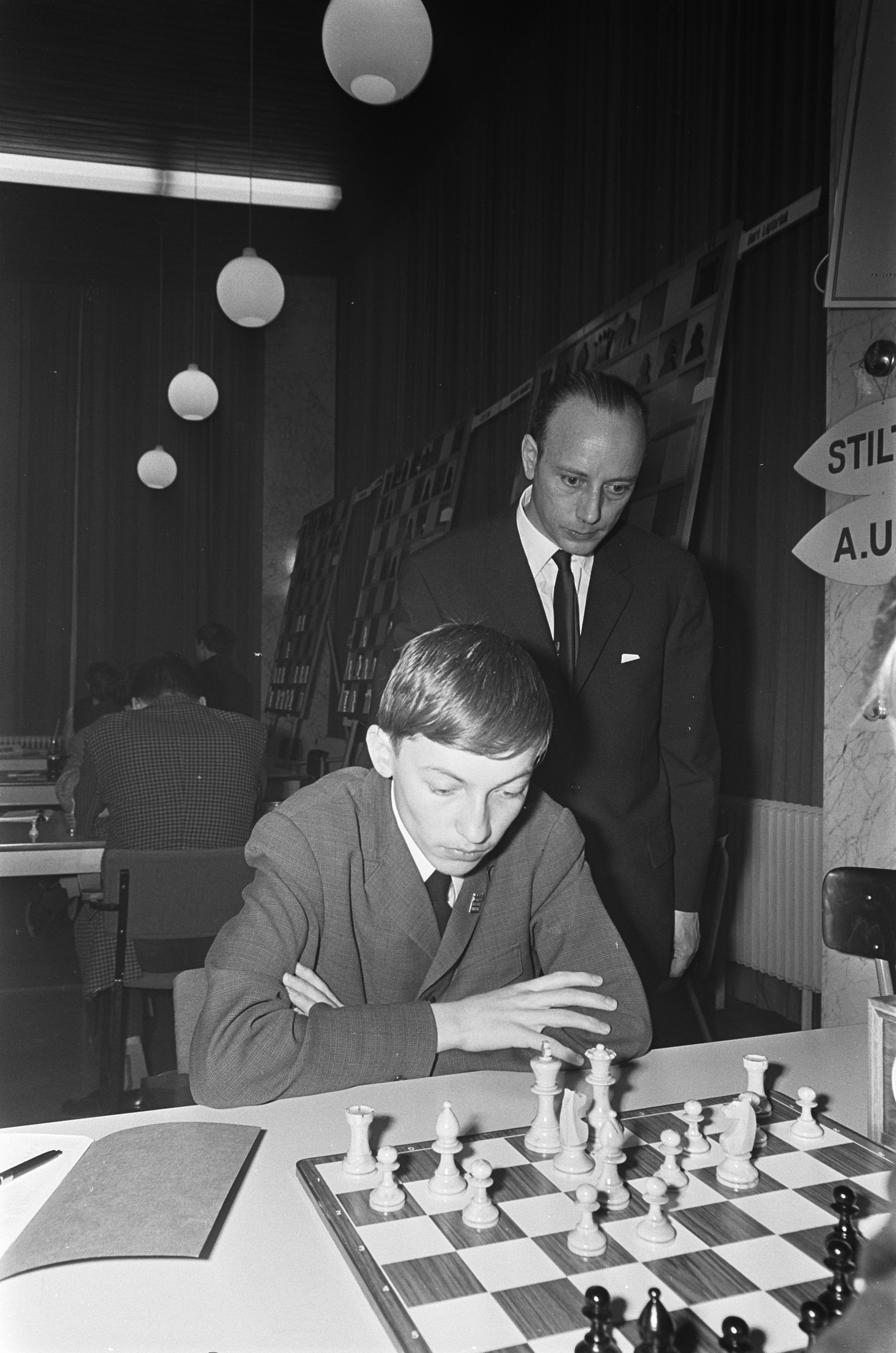
Anatoly Karpov in Groningen (1967)
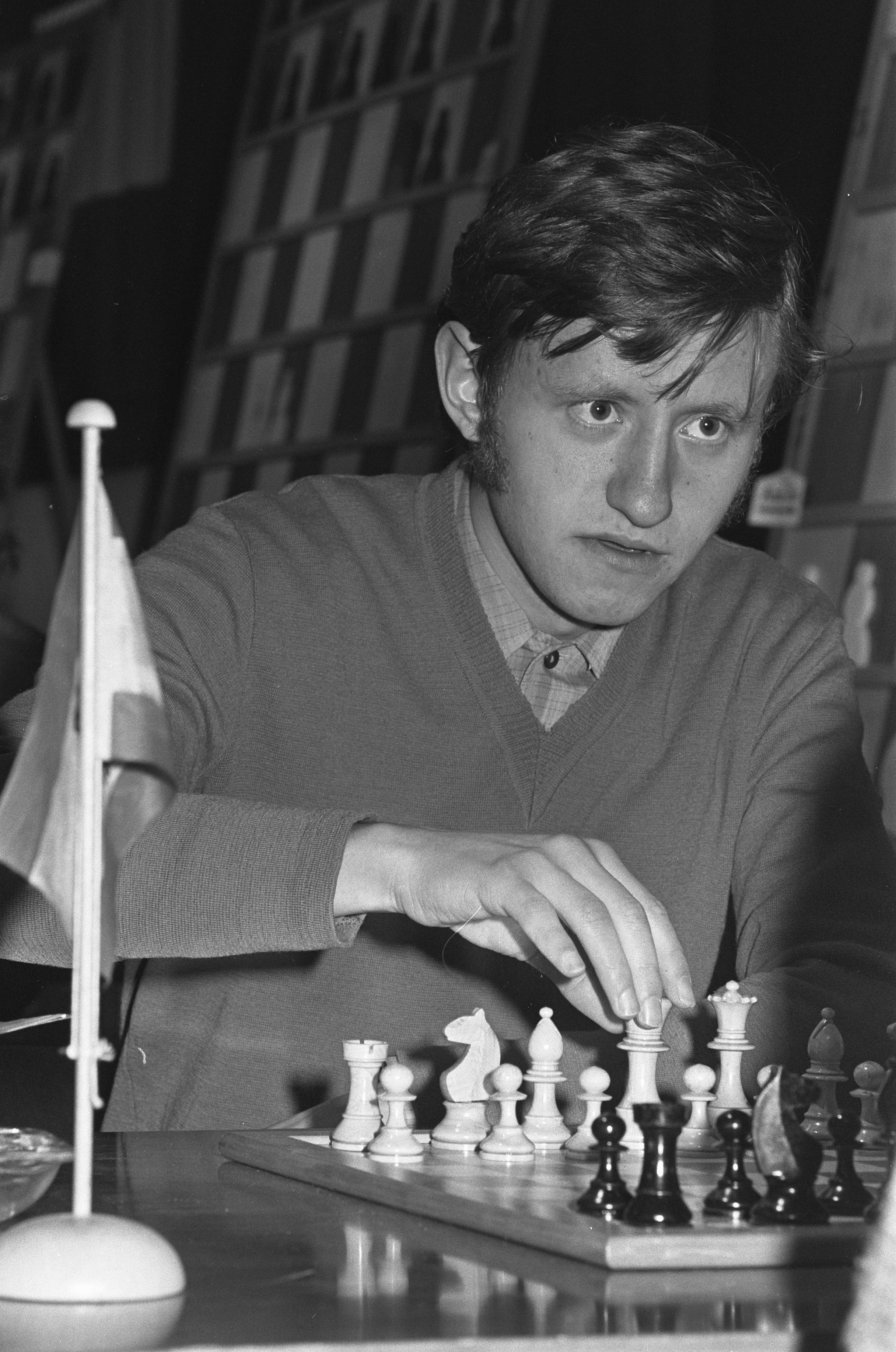
Oleg Romanishin tijdens het 10e Niemeijer Schaaktoernooi (1972)
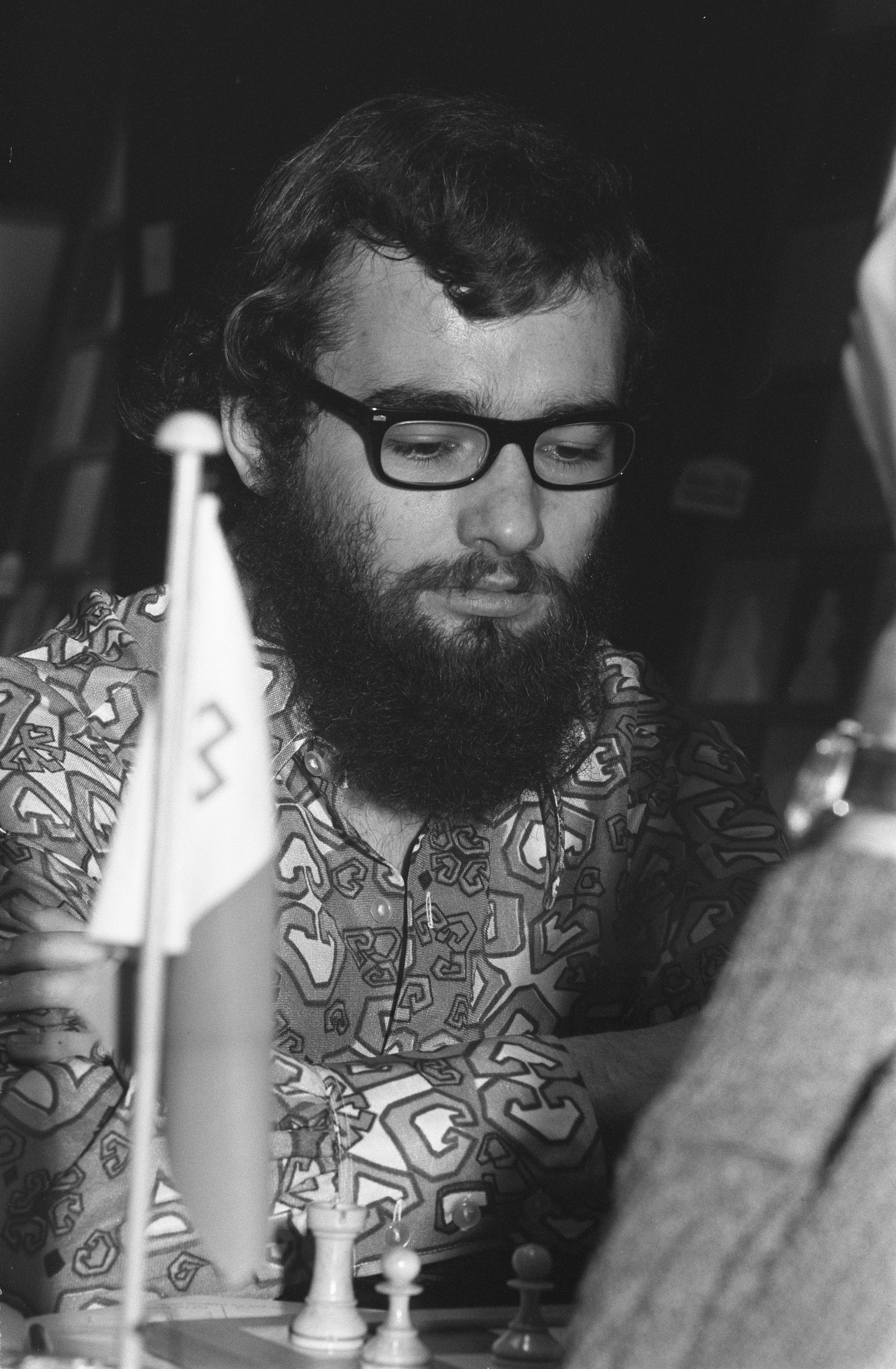
Imre Varasdy in Groningen (1972)
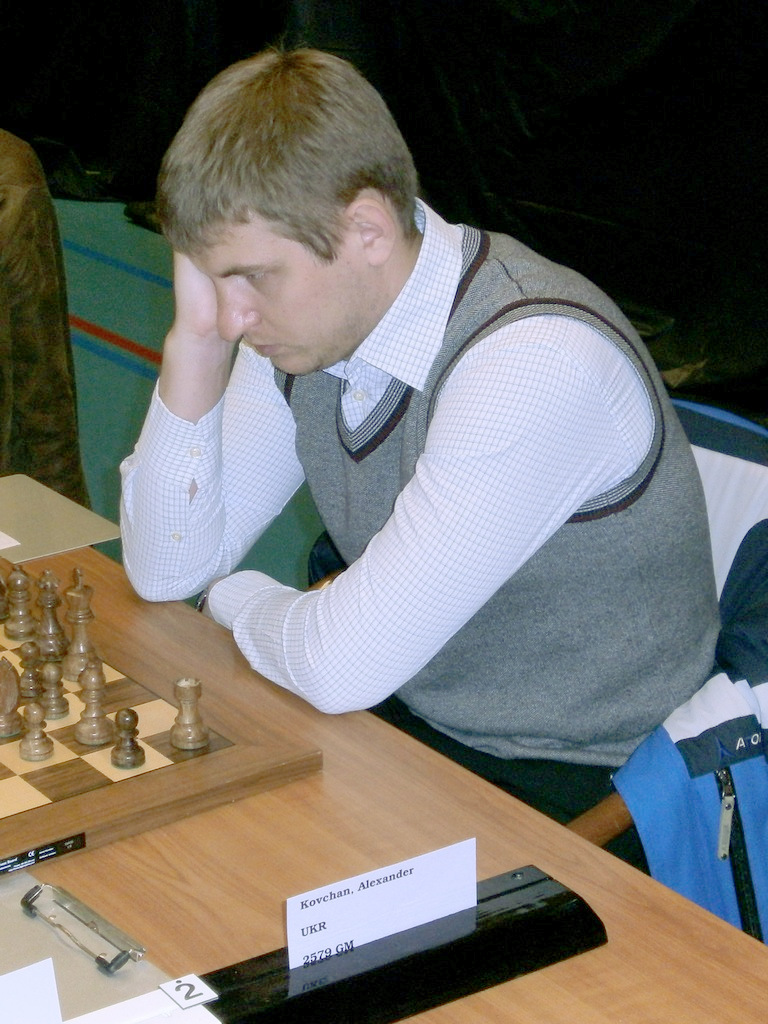
Alexander Kovchan in Groningen (2012)
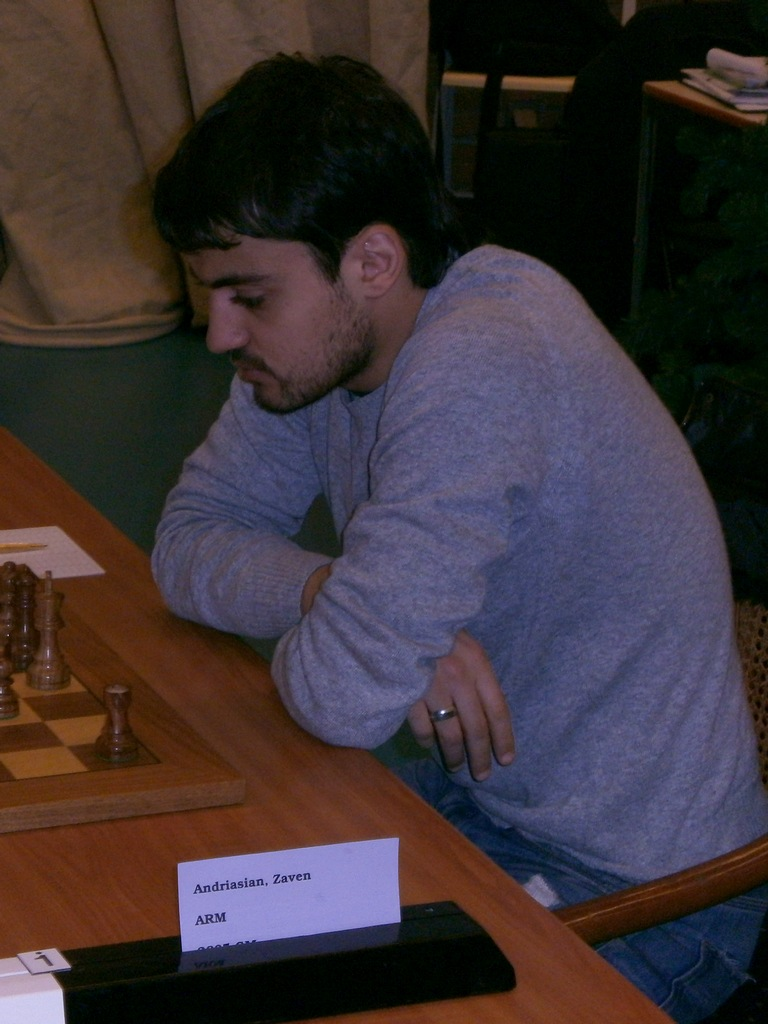
Zaven Andriasian, winnaar in 2012
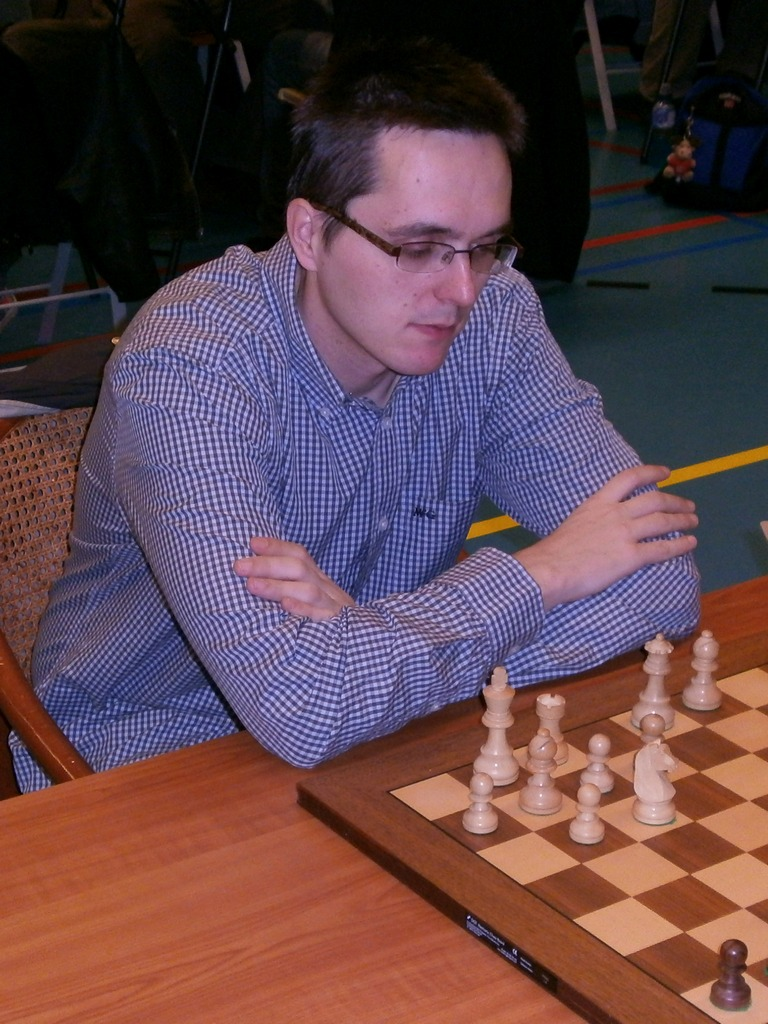
Sipke Ernst in 2012
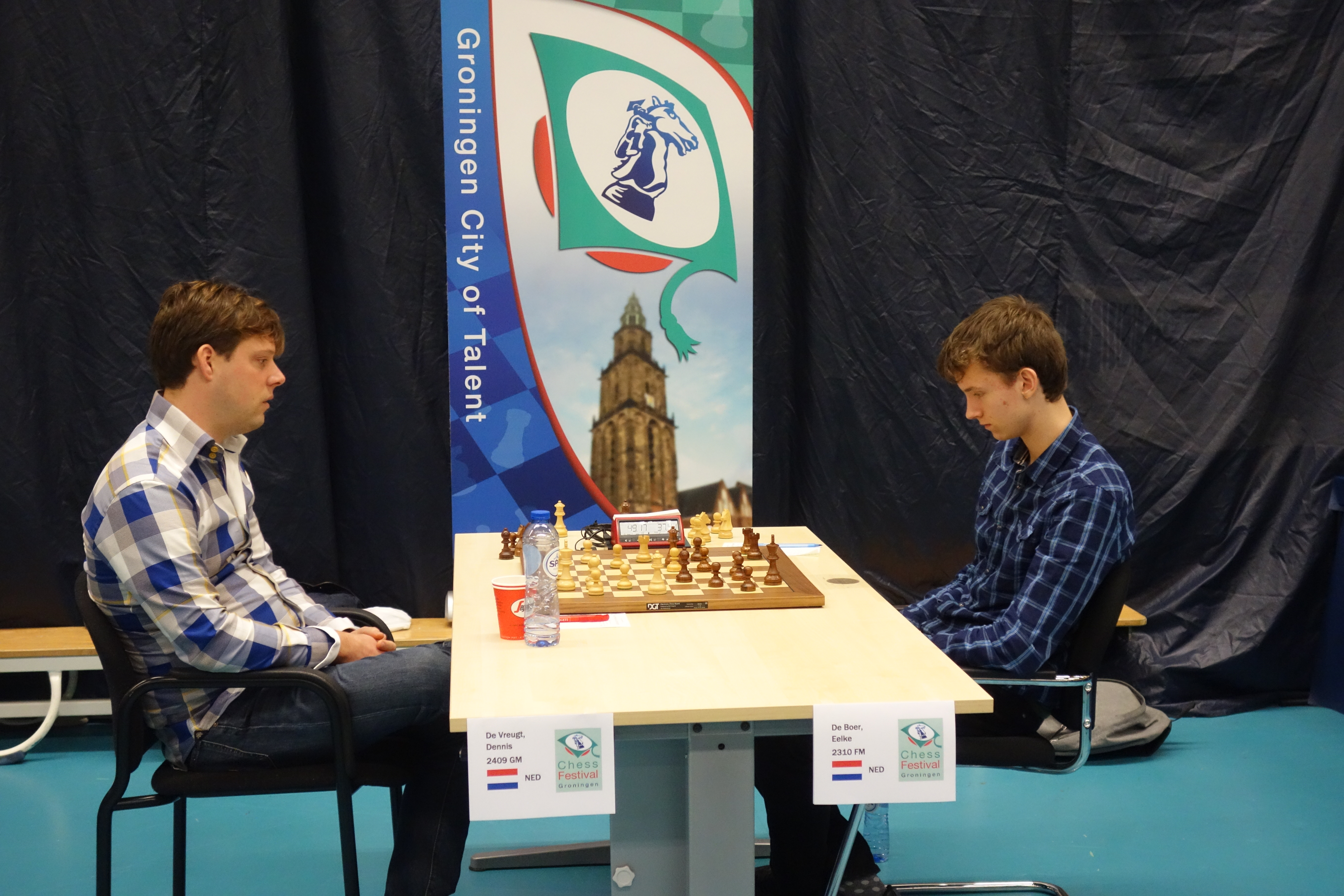
Dennis de Vreugt - Eelke de Boer (2017)